# Championnat du Brésil de football 2006
Navigation
Saison précédente Saison suivante
La saison 2006 du Championnat du Brésil de football est la trente-sixième édition du championnat de première division au Brésil. Les vingt meilleurs clubs du pays disputent le championnat, joué sous forme d'une poule unique où toutes les équipes se rencontrent deux fois, à domicile et à l'extérieur. À l'issue de la saison, les quatre derniers du classement sont relégués et remplacés par les quatre meilleurs clubs de deuxième division.
C'est le club de São Paulo qui est sacré champion du Brésil cette saison après avoir terminé en tête du classement final, avec neuf points d'avance sur le SC Internacional et onze sur Grêmio Porto Alegre, promu de Serie B. Il s’agit du quatrième titre de champion du Brésil de l’histoire du club. Le tenant du titre, SC Corinthians, ne termine qu'à la neuvième place du classement.

## Qualifications continentales
Le champion du Brésil et ses trois suivants au classement final se qualifient pour la Copa Libertadores 2007, tout comme le vainqueur de la Coupe du Brésil. Huit places sont distribuées pour la Copa Sudamericana 2007, principalement en fonction du classement final en championnat.

## Les clubs participants
| - Cruzeiro EC - Santos FC - São Paulo FC - AD São Caetano - Grêmio Porto Alegre - Promu de D2 - SC Internacional - CR Flamengo - Goiás EC - Paraná Clube - Figueirense FC | - Atlético Paranaense - SC Corinthians - Fortaleza EC - CR Vasco da Gama - EC Juventude - Fluminense FC - Santa Cruz FC - Promu de D2 - AA Ponte Preta - SE Palmeiras - Botafogo |

## Compétition
Le barème utilisé pour établir les classements est le suivant :
- Victoire : 3 points
- Match nul : 1 point
- Défaite : 0 point

### Classement final
| Rang | Équipe               | Pts | J  | G  | N  | P  | Bp | Bc | Diff |
| ---- | -------------------- | --- | -- | -- | -- | -- | -- | -- | ---- |
| 1    | São Paulo FC         | 78  | 38 | 22 | 12 | 4  | 66 | 32 | +34  |
| 2    | SC InternacionalCL   | 69  | 38 | 20 | 9  | 9  | 52 | 36 | +16  |
| 3    | Grêmio Porto AlegreP | 67  | 38 | 20 | 7  | 11 | 64 | 45 | +19  |
| 4    | Santos FC            | 64  | 38 | 18 | 10 | 10 | 57 | 36 | +21  |
| 5    | Paraná Clube         | 60  | 38 | 18 | 6  | 14 | 56 | 49 | +7   |
| 6    | CR Vasco da Gama     | 59  | 38 | 15 | 14 | 9  | 57 | 50 | +7   |
| 7    | Figueirense FC       | 57  | 38 | 15 | 12 | 11 | 52 | 44 | +8   |
| 8    | Goiás EC             | 55  | 38 | 15 | 10 | 13 | 63 | 49 | +14  |
| 9    | SC CorinthiansT      | 53  | 38 | 15 | 8  | 15 | 41 | 46 | -5   |
| 10   | Cruzeiro EC          | 53  | 38 | 14 | 11 | 13 | 52 | 45 | +7   |
| 11   | CR FlamengoC         | 52  | 38 | 15 | 7  | 16 | 44 | 48 | -4   |
| 12   | Botafogo             | 51  | 38 | 13 | 12 | 13 | 52 | 50 | +2   |
| 13   | Atlético Paranaense  | 48  | 38 | 13 | 9  | 16 | 61 | 62 | -1   |
| 14   | EC Juventude         | 47  | 38 | 13 | 8  | 17 | 44 | 54 | -10  |
| 15   | Fluminense FC        | 45  | 38 | 11 | 12 | 15 | 48 | 58 | -10  |
| 16   | SE Palmeiras         | 44  | 38 | 12 | 8  | 18 | 58 | 70 | -12  |
| 17   | AA Ponte Preta       | 39  | 38 | 10 | 7  | 19 | 45 | 65 | -20  |
| 18   | Fortaleza EC         | 38  | 38 | 9  | 13 | 16 | 39 | 62 | -23  |
| 19   | AD São Caetano       | 36  | 38 | 9  | 11 | 18 | 37 | 53 | -16  |
| 20   | Santa Cruz FCP       | 28  | 38 | 7  | 7  | 24 | 41 | 75 | -34  |

|  | Qualification pour la Copa Libertadores 2007                                                                                       |
|  | Qualification pour la Copa Libertadores 2007 (tour préliminaire)                                                                   |
|  | Qualification pour la Copa Sudamericana 2007                                                                                       |
|  | Relégation directe en deuxième division                                                                                            |
|  | T : Tenant du titre CL : Vainqueur de la Copa Libertadores 2006 C : Vainqueur de la Coupe du Brésil P : Promu de deuxième division |

- En tant que champion du Brésil, São Paulo se qualifie à la fois pour la Copa Libertadores 2007 et la Copa Sudamericana 2007.

## Bilan de la saison
| Championnat du Brésil de football 2006 | |
| Champion                               | São Paulo FC (4e titre) |
| Coupes et trophées                     | |
| Vainqueur de la Coupe du Brésil 2006   | CR Flamengo |
| Qualifications continentales           | |
| Copa Libertadores 2007                 | SC Internacional (tenant du titre) São Paulo FC Grêmio Porto Alegre Santos FC Paraná Clube CR Flamengo (vainqueur de la Coupe du Brésil) |
| Copa Sudamericana 2007                 | São Paulo FC Goiás EC Figueirense FC SC Corinthians Atlético Paranaense Cruzeiro EC Botafogo CR Vasco da Gama                            |
| Promotions et relégations              | |
| Promus en Brasileiro                   | Clube Atlético Mineiro |
| Promus en Brasileiro                   | Sport Club do Recife |
| Promus en Brasileiro                   | Clube Náutico Capibaribe |
| Promus en Brasileiro                   | América Natal |
| Relégués en Serie B                    | AA Ponte Preta |
| Relégués en Serie B                    | Fortaleza EC |
| Relégués en Serie B                    | AD São Caetano |
| Relégués en Serie B                    | Santa Cruz FC |